# Wanya Morris (fútbol americano)
Wanya Jacques-Keyshawn Morris (Grayson, Georgia; 10 de octubre de 2000) más conocido como Wanya Morris, es un jugador profesional estadounidense de fútbol americano, se desempeña en la posición de offensive tackle en Kansas City Chiefs, en la National Football League (NFL).

## Carrera
Hizo su debut profesional con el equipo Kansas City Chiefs, donde lleva jugando una temporada, comenzó en el 2023.

## Vida personal
En mayo de 2024, fue arrestado por posesión de mariguana, siendo puesto en libertad con el pago de una fianza.